# Justin Cobbs
Justin Cobbs (Los Angeles, 16 marzo 1991) è un cestista statunitense naturalizzato montenegrino.

## Statistiche

### College
| Anno      | Squadra                  | PG  | PT | MP   | TC%  | 3P%  | TL%  | RP  | AP  | PRP | SP  | PP   |
| --------- | ------------------------ | --- | -- | ---- | ---- | ---- | ---- | --- | --- | --- | --- | ---- |
| 2009-2010 | Minnesota Golden Gophers | 34  | 0  | 10,7 | 33,3 | 17,6 | 86,2 | 0,8 | 1,3 | 0,3 | 0,1 | 2,1  |
| 2011-2012 | Calif. G. Bears          | 34  | 27 | 32,2 | 46,6 | 41,3 | 80,1 | 3,1 | 5,0 | 1,0 | 0,1 | 12,6 |
| 2012-2013 | Calif. G. Bears          | 33  | 33 | 35,6 | 44,8 | 32,5 | 84,1 | 3,5 | 4,8 | 1,1 | 0,2 | 15,1 |
| 2013-2014 | Calif. G. Bears          | 35  | 34 | 34,5 | 46,6 | 33,3 | 81,7 | 2,9 | 5,8 | 0,8 | 0,1 | 15,6 |
| Carriera  | Carriera                 | 136 | 94 | 28,2 | 45,3 | 34,0 | 82,3 | 2,5 | 4,2 | 0,8 | 0,1 | 11,3 |

### Eurocup
| Anno      | Squadra           | PG | PT | MP   | TC%  | 3P%  | TL%  | RP  | AP  | PRP | SP  | PP   |
| --------- | ----------------- | -- | -- | ---- | ---- | ---- | ---- | --- | --- | --- | --- | ---- |
| 2014-2015 | VEF Rīga          | 4  | 2  | 10,9 | 10,0 | 100  | 100  | 0,5 | 0,8 | 0,5 | 0,0 | 1,2  |
| 2015-2016 | Bayern Monaco     | 10 | 4  | 16,4 | 38,9 | 14,3 | 75,0 | 0,9 | 2,1 | 0,7 | 0,0 | 5,2  |
| 2018-2019 | Cedevita Junior   | 16 | 16 | 27,0 | 50,3 | 38,7 | 82,8 | 2,2 | 5,5 | 1,0 | 0,1 | 14,4 |
| 2019-2020 | Budućnost         | 9  | 9  | 32,0 | 44,7 | 35,0 | 80,0 | 2,4 | 7,3 | 1,0 | 0,0 | 15,4 |
| 2020-2021 | Budućnost         | 18 | 18 | 30,3 | 37,7 | 33,3 | 80,8 | 1,9 | 5,1 | 0,9 | 0,1 | 12,6 |
| 2021-2022 | Budućnost         | 19 | 19 | 30,1 | 44,9 | 43,6 | 88,1 | 2,3 | 4,2 | 1,3 | 0,1 | 15,5 |
| 2023-2024 | Cedevita Olimpija | 15 | 15 | 29,6 | 55,3 | 54,2 | 83,1 | 2,9 | 5,1 | 0,5 | 0,0 | 15,5 |
| Carriera  | Carriera          | 91 | 83 | 27,3 | 45,0 | 39,6 | 83,5 | 2,1 | 4,7 | 0,9 | 0,0 | 13,0 |

## Palmarès
- Campionato francese: 1

Le Mans: 2017-18
- Campionato montenegrino: 1

Budućnost: 2020-21
- Coppa di Croazia: 1

Cedevita: 2019
- Coppa del Montenegro: 3

Budućnost: 2020, 2021, 2022
- Supercoppa slovena: 1

Cedevita Olimpija: 2023
- Coppa di Slovenia: 1

Cedevita Olimpija: 2024